# EMT Squared
EMT Squared Co., Ltd. (яп. 株式会社EMTスクエアード, Kabushiki-gaisha EMT Sukueādo), також відома як EMT² — японська анімаційна студія, заснована 25 липня 2013 року.

## Список робіт
| Назва                                                                | Директор(и)            | початок        | кінець          | Eps | Note(s)                                                                              | Ref(s) |
| -------------------------------------------------------------------- | ---------------------- | -------------- | --------------- | --- | ------------------------------------------------------------------------------------ | ------ |
| Rainy Cocoa                                                          | Томомі Мочідзукі       | 5 квітня 2015  | 21 червня 2015  | 12  | Адаптовано з цифрової манґи.                                                         | [ 1 ]  |
| Rainy Cocoa, Welcome to Rainy Color                                  | Казуомі Коґа           | 5 жовтня 2015  | 27 грудня 2015  | 12  | Продовження Rainy Cocoa.                                                             | [ 2 ]  |
| Kuma Miko: Girl Meets Bear                                           | Кійоші Мацуда          | 3 квітня 2016  | 19 червня 2016  | 12  | Адаптовано з манґи Масуме Йошімото. Спільна анімація з Kinema Citrus.                | [ 3 ]  |
| The High School Life of a Fudanshi                                   | Тошікацу Токоро        | 5 липня 2016   | 20 вересня 2016 | 12  | Адаптовано з манґи Мічіноку Атамі.                                                   | [ 4 ]  |
| Rainy Cocoa in Hawaii                                                | Хісаші Іші             | 2 жовтня 2016  | 18 грудня 2016  | 12  | Продовження Rainy Cocoa, Welcome to Rainy Color.                                     | [ 5 ]  |
| Nyanko Days                                                          | Йошімаса Хіраїке       | 8 січня 2017   | 26 березня 2017 | 12  | Адаптовано з манґи Тарабаґані.                                                       | [ 6 ]  |
| Love Tyrant                                                          | Ацуші Ніґорікава       | 6 квітня 2017  | 22 червня 2017  | 12  | Адаптовано з манґи Меґане Міхоші.                                                    | [ 7 ]  |
| Urahara                                                              | Аміка Кубо             | 4 жовтня 2017  | 20 грудня 2017  | 12  | Адаптовано з вебкоміксу Патріка Макасі та Мугі Танаки. Спільна анімація з Shirogumi. | [ 8 ]  |
| Rainy Cocoa 'Amecon!!'                                               | Хісаші Іші             | 4 жовтня 2017  | 20 грудня 2017  | 12  | Продовження Rainy Cocoa в Гаваях.                                                    | [ 9 ]  |
| Alice or Alice                                                       | Косуке Кобаяші         | 4 квітня 2018  | 20 червня 2018  | 12  | Адаптовано з манґи Ріко Коріе.                                                       | [ 10 ] |
| The Master of Ragnarok &amp; Blesser of Einherjar                    | Косуке Кобаяші         | 8 липня 2018   | 23 вересня 2018 | 12  | Адаптовано з ранобе СеЇчі Такаями.                                                   | [ 11 ] |
| Rainy Cocoa side G                                                   | Хісаші Іші             | 9 січня 2019   | 26 березня 2019 | 12  | Спін-оф Rainy Cocoa "Amecon!!".                                                      | [ 12 ] |
| Assassins Pride                                                      | Кадзуя Аюра            | 10 жовтня 2019 | 26 грудня 2019  | 12  | Адаптовано з ранобе Кеї Амагі.                                                       | [ 13 ] |
| A Destructive God Sits Next to Me                                    | Ацуші Ніґорікава       | 11 січня 2020  | 28 березня 2020 | 12  | Адаптовано з манґи Арати Акі.                                                        | [ 14 ] |
| Kuma Kuma Kuma Bear                                                  | Хісаші Іші і Юу Нобута | 7 жовтня 2020  | 23 грудня 2020  | 12  | Адаптовано з ранобе Куманано.                                                        | [ 15 ] |
| Drugstore in Another World                                           | Масафумі Сато          | 7 липня 2021   | 22 вересня 2021 | 12  | Адаптовано з ранобе Кеннодзі.                                                        | [ 16 ] |
| I'm Quitting Heroing                                                 | Хісаші Іші і Юу Нобута | 5 квітня 2022  | 21 червня 2022  | 12  | Адаптовано з ранобе Квантум.                                                         | [ 17 ] |
| Shoot! Goal to the Future                                            | Норіюкі Накамура       | 2 липня 2022   | 24 вересня 2022 | 13  | Пов'язано з манґою Shoot! Цукасі Оошіми. Спільна анімація з Magic Bus.               | [ 18 ] |
| Beast Tamer                                                          | Ацуші Ніґорікава       | 2 жовтня 2022  | 25 грудня 2022  | 13  | Адаптовано з ранобе Сузу Міяма.                                                      | [ 19 ] |
| Kuma Kuma Kuma Bear Punch!                                           | Хісаші Іші і Юу Нобута | 3 квітня 2023  | 19 червня 2023  | 12  | Продовження Kuma Kuma Kuma Bear.                                                     | [ 20 ] |
| The Aristocrat's Otherworldly Adventure: Serving Gods Who Go Too Far | Норіюкі Накамура       | 3 квітня 2023  | 19 червня 2023  | 12  | Адаптовано з ранобе Яшу. Спільна анімація з Magic Bus                                | [ 21 ] |
| Fluffy Paradise                                                      | Джун'їчі Кітамура      | 7 січня 2024   | 24 березня 2024 | 12  | Адаптовано з ранобе Хімаварі.                                                        | [ 22 ] |
| Train to the End of the World                                        | Цутому Мізушіма        | 1 квітня 2024  | 24 червня 2024  | 12  | Оригінальна робота.                                                                  | [ 23 ] |
| A Journey Through Another World                                      | Ацуші Ніґорікава       | 8 липня 2024   | 23 вересня 2024 | 12  | Адаптовано з ранобе Шідзуру Міназукі. Спільна анімація з Bros. Bird.                 | [ 24 ] |
| I Want to Escape from Princess Lessons                               | Шинобу Таґашіра        | 5 січня 2025   | TBA             | TBA | Адаптовано з ранобе Ізуми Савано.                                                    | [ 25 ] |
| The Unaware Atelier Master                                           | Хісаші Іші             | 2025           | TBA             | TBA | Адаптовано з ранобе Йосуке Токіно.                                                   | [ 26 ] |
| Ballpark de Tsukamaete!                                              | Джун'їчі Кітамура      | 2025           | TBA             | TBA | Адаптовано з манґи Татсуро Суґа.                                                     | [ 27 ] |
| Once Upon a Witch's Death                                            | Ацуші Ніґорікава       | 2025           | TBA             | TBA | Адаптовано з ранобе Саки.                                                            | [ 28 ] |

## Зовнішні посилання
- Офіційний сайт (яп.)
- EMT Squared в енциклопедії аніме на сайті «Anime News Network»(англ.)